# Ormosia aciculata
Ormosia aciculata är en tvåvingeart som beskrevs av Edwards 1921. Ormosia aciculata ingår i släktet Ormosia och familjen småharkrankar. Inga underarter finns listade i Catalogue of Life.